# 保罗·施拉克
保罗·施拉克（Paul Schlack，1897年12月22日—1987年8月19日），德国化学家。1921年，他在斯图加特大学完成学业后，前往哥本哈根担任一年的化学研究员，随后返回斯图加特。他于1924年取得博士学位，期间他对酰胺化学产生了浓厚兴趣。1938年1月29日，在法本公司工作期间，他成功合成了尼龙 6，以貝綸（Perlon）为商品名而广为人知。